# Pavlovac (Banja Luka)
Pavlovac (szerbül: Павловац), falu Banja Luka községben, Bosznia-Hercegovinában, Bosanska krajina területén, a Szerb Köztársaságban. 

## Fekvése
Bosznia-Hercegovina északi részén, Banja Luka központjától légvonalban 4, közúton 7 km-re nyugatra, a Piskovica-hegység keleti részén, a Crkvena-patak völgyében és a környező dombokon, 220-410 méteres magasságban fekszik. 

## Népessége
| Nemzetiségi csoport | Népesség 1991 | Népesség 2013 |
| ------------------- | ------------- | ------------- |
| Szerb               | 1377          | 1821          |
| Bosnyák             | 0             | 1             |
| Horvát              | 26            | 13            |
| Jugoszláv           | 39            | 0             |
| Egyéb               | 73            | 16            |
| Összesen            | 1522          | 1851          |

## Története
A település 1878-ig tartozott az Oszmán Birodalomhoz, ekkor a berlini kongresszus határozata alapján az Osztrák-Magyar Monarchia része lett. 1879-ben az első osztrák-magyar népszámlálás során a Banja Luka-i járáshoz tartozó településnek 24 háztartása és 141 ortodox lakosa volt. 1910-ben a Banja Luka-i járáshoz tartozó településen 52 háztartást, 230 ortodox és 54 katolikus lakost találtak. A monarchia szétesésével 1918-ban előbb a Szerb-Horvát-Szlovén Királyság, majd 1929-től a Jugoszláv Királyság része. 1921-ben a községnek összesen 66 háztartása és 455 lakosa volt. Jugoszlávia megszállása után a Független Horvát Állam (NDH) része lett. A daytoni békeszerződést követő területfelosztásnál Banja Luka község részeként a Szerb Köztársaság területéhez került. 

## Nevezetességei
Az új ortodox templom alapjövét 2024. június 8-án áldották meg.